# المحمدية الصغيرة (المحمدية)
المحمدية الصغيرة هو دُوَّار يقع بجماعة الويدان، عمالة مراكش، جهة مراكش آسفي في المملكة المغربية. ينتمي الدوّار لمشيخة المحمدية التي تضم 25 دوار. يقدر عدد سكانه بـ 455 نسمة حسب الإحصاء الرسمي للسكان والسكنى لسنة 2004.

## روابط خارجية
- البوابة الوطنية للجماعات الترابية
- المندوبية السامية للتخطيط